# Shetland Bus
Shetland Bus est le surnom d'une unité navale norvégienne établie par le Special Operations Executive, qui faisait des navettes entre les Shetland, en Écosse, et la Norvège pendant son occupation par l'Allemagne nazie durant la Seconde Guerre mondiale. Si en 1942, le nom officiel de ce groupe clandestin était « Norwegian Naval Independent Unit » (NNIU), en 1943, il est intégré à la marine norvégienne et rebaptisé « Royal Norwegian Naval Special Unit » (RNNSU).

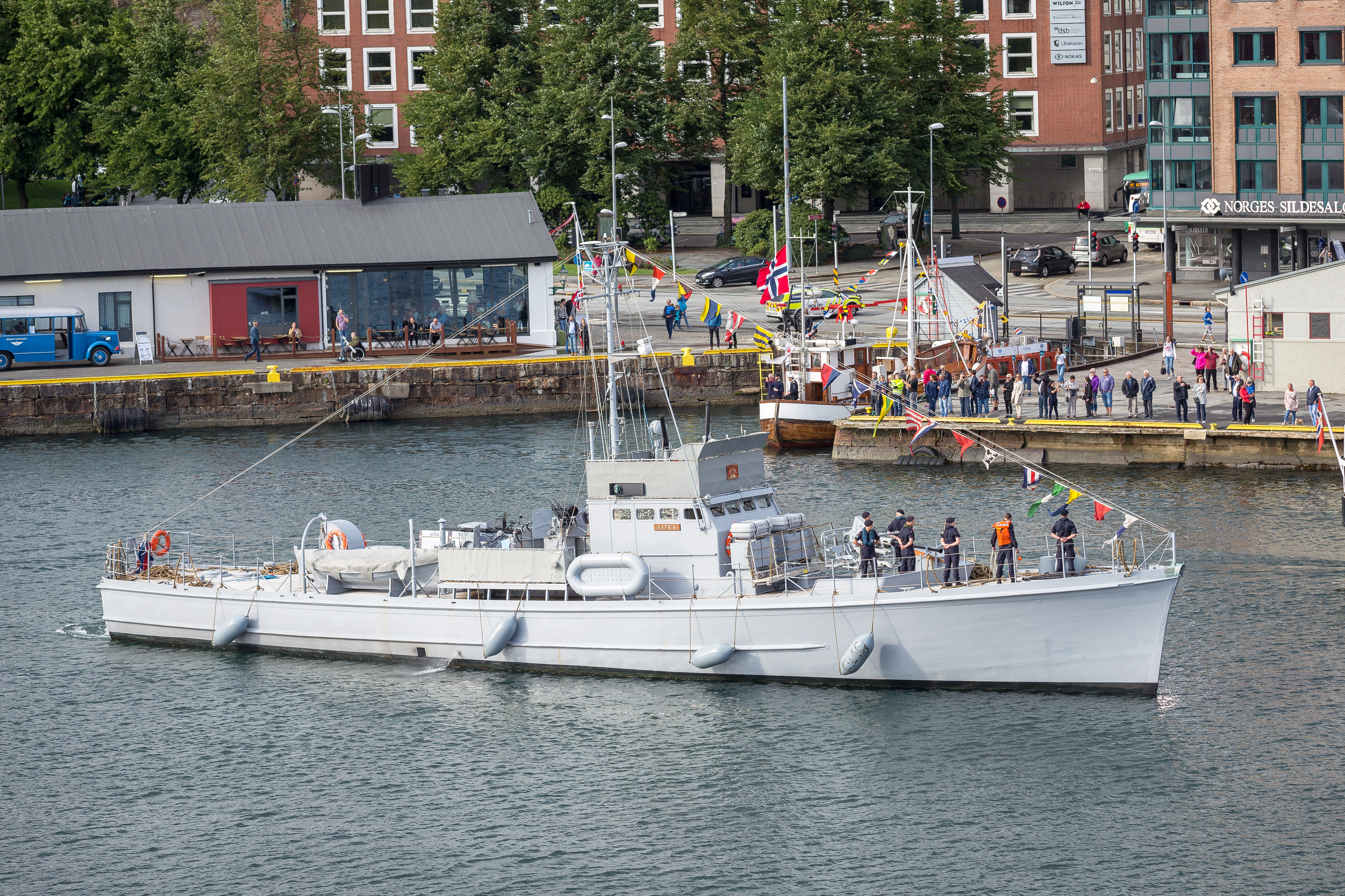
Le Hitraen 2018. Unique survivant de cette classe, il est transformé en navire musée.

Dans le cadre du Shetland Bus, environ 30 bateaux de pêche norvégiens sont utilisés pour mener des opérations secrètes, transportant des agents du renseignement (notamment de la Norwegian Independent Company 1), des réfugiés, des instructeurs de la résistance et des fournitures militaires. Ces bateaux naviguaient entre la Norvège et les Shetlands, avec un total de plus de 200 voyages souvent en hiver, la nuit. Leif Larsen, l'officier le plus gradé de la Seconde Guerre mondiale, en ayant fait 52,. Le Shetland Bus a également posé des mines marines et agit directement contre des navires allemands. Le commandement de l'unité était au départ uniquement Britannique avant que des Norvégiens ne l'intègrent. Les attaques allemandes et le mauvais temps ont provoqué la perte de 10 bateaux et la mort de 44 membres d'équipage et de 60 réfugiés. En réaction à ces pertes élevées, le Shetland Bus réussit à faire l'acquisition en 1943 auprès des Américains de trois chasseurs sous-marins (HNoMS Hessa, HNoMS Hitra et HNoMS Vigra) de la classe SC-497 ayant une plus grande vitesse.